# Mohamed Al-Fayed
Mohamed Al-Fayed  (محمد الفايد; Alejandría, 27 de enero de 1929-Londres, 30 de agosto de 2023)fue un millonario empresario egipcio, con residencia en el Reino Unido. Era el propietario del Hôtel Ritz de París. Anteriormente, fue el dueño del equipo londinense Fulham FC, equipo de la Premier League inglesa y de los grandes almacenes Harrods de la capital británica, desde 1985 hasta su venta a la familia real catarí en mayo de 2010, por una cantidad cercana a los 1500 millones de libras esterlinas.
Estuvo casado con la escritora Samira Jashogyi de 1954 a 1956, teniendo un hijo Dodi quién tenía una relación con Diana, Princesa de Gales, cuando ambos murieron en un accidente de auto el 31 de agosto de 1997 en París, Francia. En 1985, Fayed se había casado con la socialite finlandesa y anterior modelo, Heini Wathén, con quien tuvo cuatro hijos: Jasmine, Karim, Camilla y Omar.
En 2013, Forbes estimó la riqueza de Al-Fayed en 1400 millones de dólares estadounidenses, lo que situaba su fortuna en el puesto número 1031 a nivel mundial. En mayo de 2022, ascendía a 2000 millones de euros.

## Biografía

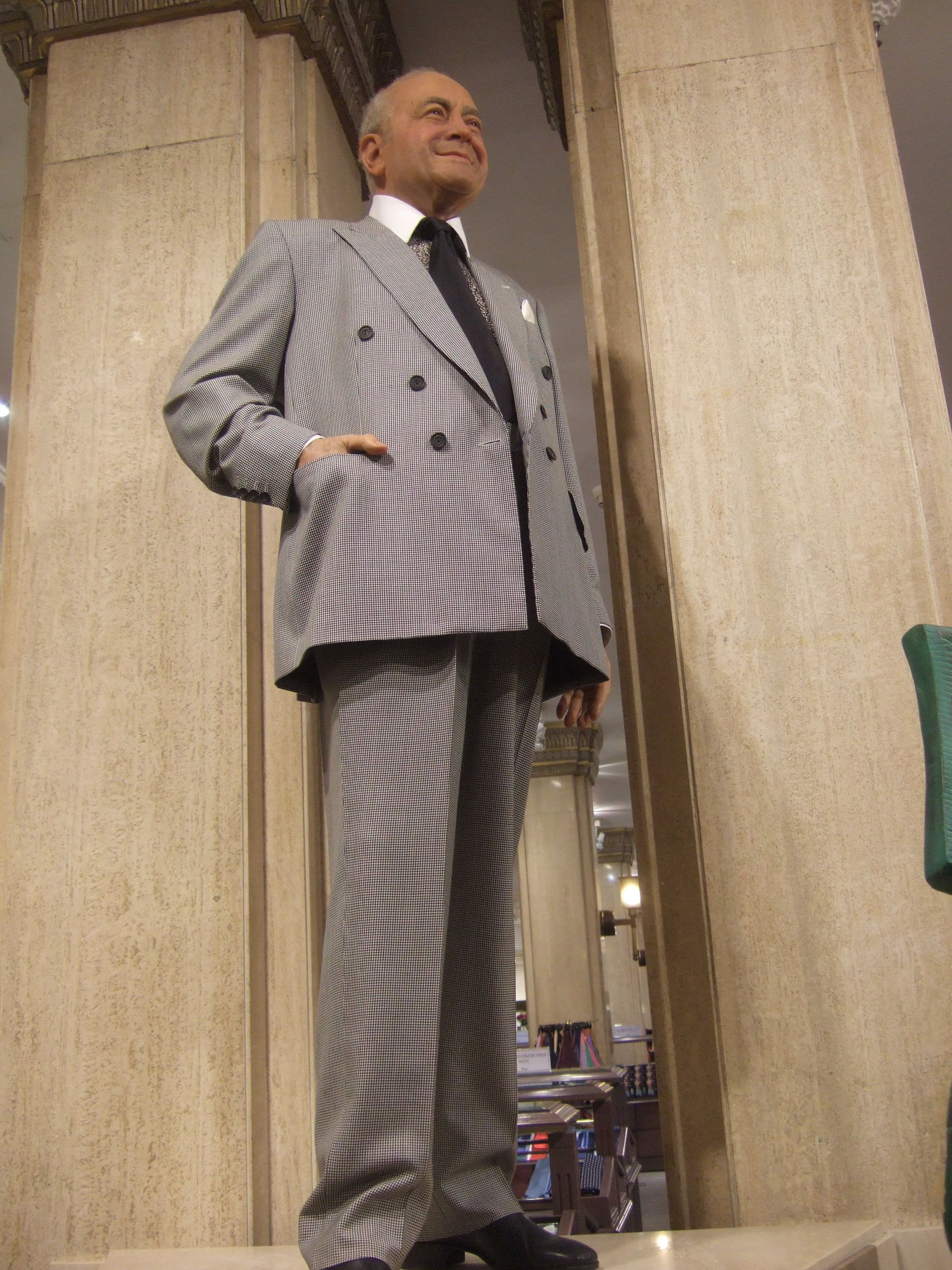
Figura de cera de Mohamed Al-Fayed dando la bienvenida a sus clientes

Nació en Bakos, Alejandría, el 27 de enero de 1929. Tiene dos hermanos; Ali Fayed y Salah Fayed (fallecido en febrero de 2010). 
De 1954 a 1956 estuvo casado con la escritora y editora Samira Jashogyi. Durante ese periodo Fayed trabajó en los negocios de su cuñado, el empresario de armas Adnan Jashogyi.
En 1985 contrajo matrimonio con la exmodelo finlandesa Heini Wathén, con la que ha tenido cuatro hijos: Jasmine (que tiene una hija, Delilah), Karim (unido a la modelo brasileña Brenda Costa, con la que tiene una hija, Antonia), Camilla (una hija, Luna), y Omar.
Hay que añadir un quinto, Dodi, del primer matrimonio, que falleció en un accidente de coche en París en 1997, junto a su novia la princesa Diana de Gales y el chófer del coche Henri Paul, empleado del Hotel Ritz de París, propiedad este último de Al-Fayed.
Bajo el mandato de Al-Fayed, el Fulham FC era propiedad de Mafco Holdings, con sede en el paraíso fiscal de Bermudas y a su vez propiedad de Al-Fayed y su familia. En 2011, Al-Fayed había prestado al Fulham FC 187 millones de libras en préstamos sin intereses. En julio de 2013, se anunció que Al-Fayed había vendido el club al empresario estadounidense de origen paquistaní Shahid Khan, propietario de los Jacksonville Jaguars de la NFL.

## Negocios
- Hôtel Ritz de París
- Turnbull & Asser
- 75 Rockefeller Plaza

Anteriormente administraba:
- House of Fraser Group, incluido Harrods (1985, por 615 millones de libras esterlinas; vendido en 2010, 1500 millones de libras esterlinas).
- Fulham Football Club (1997, 30 millones de libras esterlinas; vendido en 2013).
- Después de la muerte de Wallis Simpson, Fayed se hizo cargo del contrato de arrendamiento de Villa Windsor en París, la antigua casa de la duquesa de Windsor y su esposo, el duque de Windsor, anteriormente Eduardo VIII.

## Muerte
Al-Fayed murió en Londres el 30 de agosto de 2023 a la edad de 94 años, irónicamente un día antes del aniversario del fallecimiento de su hijo Dodi con la princesa Diana de Gales ocurrido en 1997. Fue sepultado en el Brookyard Cemetery el 1 de septiembre de 2023 después del servicio fúnebre realizado en London Central Mosque. Una declaración fue liberada por la familia de Al Fayed (Mrs. Mohammed Al Fayed y sus hijos y nietos donde se confirmó la muerte de Mohammed. 